# Crocidura thomensis
La crocidura di São Tomé (Crocidura thomensis (Bocage, 1887)) è un mammifero soricomorfo della famiglia dei Soricidi, endemico della Repubblica Democratica di São Tomé e Príncipe.

## Distribuzione e habitat
La specie è endemica dell'isola di São Tomé, nella Repubblica Democratica di São Tomé e Príncipe.
La Crocidura di São Tomé è una specie che vive nelle foreste tropicali umide di montagna.

## Conservazione
C. thomensis è considerata dalla IUCN come una specie in pericolo di estinzione.